# Douglas County (Minnesota)
Das Douglas County ist ein County im mittleren Westen des US-amerikanischen Bundesstaates Minnesota. Im Jahr 2020 hatte das County 39.006 Einwohner und eine Bevölkerungsdichte von 23,8 Einwohnern pro Quadratkilometer. Der Verwaltungssitz (County Seat) ist Alexandria, das nach Alexander Kinkaid, einem frühen Siedler in diesem Gebiet, benannt wurde.

## Geografie
Das County liegt westlich des geografischen Zentrums von Minnesota. Es hat eine Fläche von 1865 Quadratkilometern, wovon 222 Quadratkilometer Wasserfläche sind. An das Douglas County grenzen folgende Nachbarcountys:
|                | Otter Tail County |                |
| Grant County   | Kompass           | Todd County    |
| Stevens County | Pope County       | Stearns County |

## Geschichte

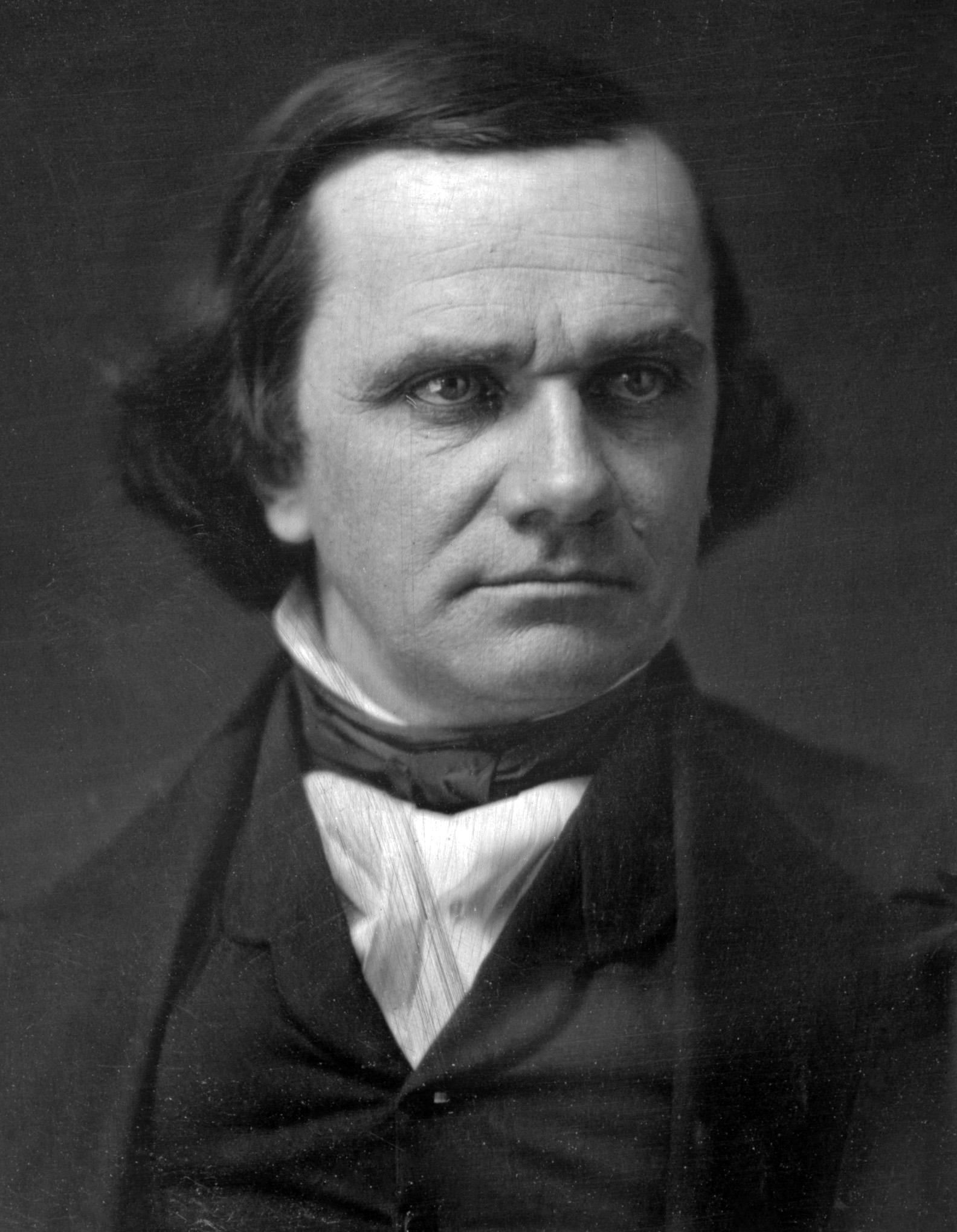
S. A. Douglas

Das Douglas County wurde am 2. März 1858 aus Teilen des Cass County und dem nicht mehr existenten Pembina County gebildet. Benannt wurde es nach Stephen Arnold Douglas (1813–1861), einem US-amerikanischen Politiker und Präsidentschaftskandidaten.

14 Bauwerke und Stätten des Countys sind insgesamt im National Register of Historic Places eingetragen (Stand 28. Januar 2018).

## Demografische Daten
Nach der Volkszählung im Jahr 2010 lebten im Douglas County 36.009 Menschen in 16.222 Haushalten. Die Bevölkerungsdichte betrug 21,9 Einwohner pro Quadratkilometer. In den 16.222 Haushalten lebten statistisch je 2,18 Personen.
Ethnisch betrachtet setzte sich die Bevölkerung zusammen aus 97,7 Prozent Weißen, 0,5 Prozent Afroamerikanern, 0,3 Prozent amerikanischen Ureinwohnern, 0,5 Prozent Asiaten sowie aus anderen ethnischen Gruppen; 0,9 Prozent stammten von zwei oder mehr Ethnien ab. Unabhängig von der ethnischen Zugehörigkeit waren 1,0 Prozent der Bevölkerung spanischer oder lateinamerikanischer Abstammung.
21,5 Prozent der Bevölkerung waren unter 18 Jahre alt, 58,5 Prozent waren zwischen 18 und 64 und 20,0 Prozent waren 65 Jahre oder älter. 49,9 Prozent der Bevölkerung war weiblich.

Das jährliche Durchschnittseinkommen eines Haushalts lag bei 48.436 USD. Das Pro-Kopf-Einkommen betrug 26.301 USD. 11,0 Prozent der Einwohner lebten unterhalb der Armutsgrenze.

## Ortschaften im Douglas County
Citys
| - Alexandria - Brandon - Carlos - Evansville | - Forada - Garfield - Kensington - Millerville | - Miltona - Nelson - Osakis1 |

Unincorporated Community
- Holmes City

1 – teilweise im Todd County

## Gliederung
Das Douglas County ist neben den elf Citys in 20 Townships eingeteilt:
| Township             | Einwohner (2010) | FIPS     |
| -------------------- | ---------------- | -------- |
| Alexandria Township  | 4098             | 27-00946 |
| Belle River Township | 345              | 27-04924 |
| Brandon Township     | 713              | 27-07354 |
| Carlos Township      | 2048             | 27-09982 |
| Evansville Township  | 242              | 27-19916 |
| Holmes City Township | 804              | 27-29798 |
| Hudson Township      | 876              | 27-30374 |
| Ida Township         | 1228             | 27-30716 |
| La Grand Township    | 4210             | 27-33992 |
| Lake Mary Township   | 1098             | 27-34730 |

| Township             | Einwohner (2010) | FIPS     |
| -------------------- | ---------------- | -------- |
| Leaf Valley Township | 457              | 27-36062 |
| Lund Township        | 325              | 27-38510 |
| Millerville Township | 338              | 27-42272 |
| Miltona Township     | 806              | 27-42416 |
| Moe Township         | 784              | 27-43558 |
| Orange Township      | 313              | 27-48472 |
| Osakis Township      | 595              | 27-48814 |
| Solem Township       | 233              | 27-61078 |
| Spruce Hill Township | 441              | 27-62248 |
| Urness Township      | 243              | 27-66406 |